# John Hick
John Harwood Hick (Scarborough, 20 gennaio 1922 – Birmingham, 9 febbraio 2012) è stato un teologo, filosofo e storico britannico.
Specializzato in filosofia della religione e rinomato teologo, ha dato importanti contributi in materia di teodicea, escatologia, e cristologia. Nell'area di filosofia della religione, ha dato forti apporti all'epistemologia e al pluralismo religioso.

## Biografia
Docente accademico in diverse università, Hick ottenne un D. Phil. nel 1950 presso l'Oriel College, (Oxford University) e un D. Litt. nel 1975 alla Università di Edimburgo Hick è stato professore di filosofia della religione alla Claremont Graduate University (California); professore di teologia alla Università di Birmingham; Fellow dell'Institute for Advanced Research in Arts and Social Sciences alla Università di Birmingham. Mentre a quest'ultima università, Hick ha giocato un ruolo importante presso numerose organizzazioni per le relazioni comunitarie. Comunità non-cristiane, principalmente indu, mussulmane e sikh, avevano cominciato a stabilirsi in Inghilterra immigrando dai Caraibi e dall'India. A causa dell'influsso di persone di differenti tradizioni religiose, certe organizzazioni si dedicarono all'integrazione di tali comunità. Durante i suoi quindici anni all'Università di Birmingham, Hick divenne fondatore e primo presidente del gruppo All Faiths for One Race (AFFOR); ebbe inoltre a servire quale presidente del Pannello Religioso e Culturale del Birmingham Community Relations Committee Hick ha inoltre occupato cattedre alla Cornell University, Princeton Seminary e Cambridge University. Durante la sua permanenza presso il Princeton Seminary, Hick ricordava di essersi allontanato dalle sue convinzioni religiose conservatrici, avendo iniziato a chiedersi "se la fede nell'Incarnazione richiedesse di credere nella storicità della Verginità di Maria". Tali questioni gli fecero esaminare in profondità la Cristologia, che contribuì poi al suo coinvolgimento nel pluralismo religioso. È stato Vice Presidente della British Society for the Philosophy of Religion e del The World Congress of Faiths.
Hick ha presentato le lezioni pubbliche Gifford lectures nel 1986-87 e nel 1991 gli è stato conferito il prestigioso premio Grawemeyer Award per la categoria di Religione.
Dopo molti anni quale membro della Chiesa presbiteriana, nell'ottobre del 2009 venne accolto come membro della Religious Society of Friends britannica.

## Filosofia
Si afferma che Hick sia regolarmente citato come "uno dei più - se non semplicemente il più - importante filosofo della religione del ventesimo secolo" Keith Ward lo descrive come "il più grande filosofo vivente di religione globale ". Hick è meglio conosciuto per la sua difesa del pluralismo religioso, che è radicalmente diverso dai tradizionali insegnamenti cristiani che teneva quando era più giovane. Forse a causa del suo assiduo coinvolgimento con i gruppi inter-religiosi di cui sopra, e la sua interazione con le persone di religioni non cristiane tramite tali quei gruppi, Hick ha cominciato a muoversi verso la sua visione pluralistica della religione. Ha osservato, sia nei suoi "More Than One Way?" e "God and the Universe of Faiths" che, come è venuto a conoscere queste persone che appartenevano a religioni non cristiane, vedeva in loro gli stessi valori e azioni morali che lui riconosceva nei cristiani. Questa osservazione lo ha portato a iniziare a mettere in discussione come un Dio infinitamente buono potesse condannare alle pene eterne dell'inferno, quei non-cristiani che chiaramente assumevano gli stessi valori venerati dal cristianesimo. Hick ha allora cominciato a voler scoprire quei mezzi attraverso i quali tutti coloro che si dedicano a una religione teistica, possano ricevere la salvezza.
Hick è stato criticato in particolare dall'allora cardinale Joseph Ratzinger (attuale papa emerito), quando era capo del Sant'Uffizio. Ratzinger aveva esaminato le opere di diversi teologi accusati di relativismo, come Jacques Dupuis e Roger Haight, ed ebbe a scoprire che molti, se non tutti, erano stati filosoficamente ispirati da Hick. Pertanto, la dichiarazione di Dominus Iesus al momento fu vista da molti come una condanna delle idee e teorie di Hick.

### Problema del male
Hick si è identificato con un ramo di teodicea che ha chiamato "teodicea irenea" o "Difesa della maturazione dell'anima". Semplificandola in breve, questa visione afferma che la sofferenza esiste come uno strumento di sviluppo spirituale. In altre parole, Dio permette la sofferenza in modo che le anime umane possano crescere o svilupparsi verso la maturazione. Per Hick, Dio è responsabile ultimo del dolore e della sofferenza, ma queste cose non sono veramente cattive. Usando forse un maggior grado di percezione, ci si può rendere conto che il "male" sopportato attraverso la sofferenza non è male ma, in ultima analisi, bene, e in quanto tale viene utilizzato per "rendere migliori le nostre anime".

### Cristologia
Nel suo "God and the Universe of Faiths", Hick tenta di individuare l'essenza del cristianesimo. Cita prima il Discorso della Montagna come la dottrina cristiana di base, in quanto fornisce un modo pratico di vivere la fede cristiana. Hick dice che "l'essenza cristiana non si trova nelle credenze in Dio... ma nel vivere come i discepoli, che in suo nome nutrirono gli affamati, guarirono i malati e portarono giustizia nel mondo". Tuttavia, tutti gli insegnamenti, tra cui il Discorso della Montagna, che formano ciò che Hick chiama l'essenza del cristianesimo, fluiscono direttamente dal ministero di Gesù. A sua volta, questo significa che la nascita, la vita, la morte e risurrezione di Gesù costituiscono la base permanente della tradizione cristiana. Hick prosegue questo discorso esaminando il modo in cui la divinizzazione di Gesù ha avuto luogo in ambito societario cristiano dopo la sua crocifissione, e si domanda se Gesù abbia mai realmente pensato a sé stesso come il Messia e letteralmente come Figlio di Dio.

In diversi luoghi (ad esempio sui suoi contributi a The Metaphor of God Incarnate, e sul suo libro The Myth of God Incarnate) Hick propone una reinterpretazione della tradizionale cristologia, soprattutto la dottrina dell'Incarnazione. Hick sostiene "che il Gesù storico di Nazareth non ha insegnato o apparentemente creduto che egli fosse Dio, o Dio Figlio, Seconda Persona della Santissima Trinità, incarnato, o il figlio di Dio in un senso unico". È per questo ragione, e forse per il bene del pluralismo religioso e per la pace, che Hick propone un approccio metaforico all'incarnazione. Cioè, Gesù (per esempio) non è stato letteralmente Dio in carne (incarnato), ma è stato, metaforicamente parlando, la presenza di Dio. "Gesù era così aperto all'ispirazione divina, così sensibile allo spirito divino, così obbediente alla volontà di Dio, che Dio era in grado di agire sulla terra attraverso di lui. Questa, io (Hick) credo, è la vera dottrina cristiana dell'incarnazione. " Hick ritiene che una visione metaforica dell'incarnazione evita la necessità di difettosi paradossi cristiani come la dualità di Cristo (pienamente Dio e pienamente umano) e anche la Trinità (Dio è allo stesso tempo uno e trino). 
(J. Hick, "The Myth of God Incarnate")

## Opere scelte
- Faith and Knowledge, (I ed. 1957, II ed. 1966)
- Evil and the God of Love, (rist. 2007)
- Death and the Eternal Life (I ed. 1976)
- An Interpretation of Religion: human responses to the transcendent (rist. 2004)
- The Metaphor of God Incarnate (II ed. 2005)
- (Curatore) The Myth of God Incarnate (1977)
- (Curatore con Paul F. Knitter) The Myth of Christian Uniqueness: Toward a Pluralistic Theology of Religions (1987)
- Philosophy of Religion (IV ed. 1990)
- The Fifth Dimension: An Exploration of the Spiritual Realm, National Book Network (2004)
  - La quinta dimensione. Alla scoperta della dimensione spirituale della natura umana, Edizioni Mediterranee (2006) (IT)
- The New Frontier of Religion and Science: Religious Experience, Neuroscience and the Transcendent (2006)